# Saccharum robustum
Saccharum robustum là một loài thực vật có hoa trong họ Hòa thảo. Loài này được E.W.Brandes & Jeswiet ex Grassl miêu tả khoa học đầu tiên năm 1946.